# María Eugenia Penagos
María Eugenia Penagos (Medellín, Colombia, 19 de enero de 1946) es una actriz colombiana que ha participado en telenovelas colombianas. Se destaca como actriz y directora de teatro haciendo obras con gran contenido social, y actualmente es presidente del sindicato de actores conocido como el Círculo Colombiano de Artistas, desde el cual realiza labores pedagógicas en conjunto con el Instituto de las Artes Idartes. Ha sido precursora y pionera de la ley de remuneración por comunicación pública, conocidas como la ley Fanny Mickey. Ganadora premio vida y obra 2024.  “El Premio Vida y Obra es una forma de honrar a quienes han dedicado sus vidas a enriquecer nuestra cultura. María Eugenia Penagos, con su extensa y significativa trayectoria, representa un ejemplo de dedicación y pasión por las artes que merece ser celebrado. Su contribución no solo ha dejado una huella imborrable en la cultura colombiana, sino que también ha abierto caminos para futuras generaciones de artistas”, es la tercera mujer que recibe este reconocimiento que otorga Bogotá. indicó Santiago Trujillo Escobar, secretario de Cultura, Recreación y Deporte. Tercera mujer que recibe el premio en Bogotá.

## Carrera
Inicia su carrera en la televisión colombiana a los 15 años, en 1962, con destacadas participaciones como: Niñas mal, A mano limpia, A corazón abierto, Las trampas del amor, entre otras que reflejan una gran trayectoria, como Don Chinche, Mientras llueve, Lucerito, El hijo de Ruth, Padres e hijos, entre muchas otras participaciones.

## Filmografía

### Televisión
- Operación Pacifico (2020) — Mariela
- La Nocturna 2 (2020)
- Enfermeras (2019-2021) — Herminia Santoyo
- Relatos Retorcidos: Terremoto en Santafé (2019)
- Sobreviviendo a Escobar, alias JJ (2017) —
- Tiro de gracia (2015) — Mercedes Chaparrro
- El capo 2 (2012)
- Primera dama (2011)
- Mujeres al limite (2010) — 2 episodios
- Bella Calamidades (2010) — Gertrudis de Chiarri
- A corazón abierto (2010)
- Niñas mal (2010) — Teodora 'Teo' Márquez
- Tu voz estéreo (2010) — Rosa
- Operación Jaque (2010)
- Amor en custodia (2010)
- El capo (2009)
- Las trampas del amor (2009) — Josefina Urrutia de Negret
- La Pasión según nuestros días (2007)
- Destino de mujer (1997) — Margarita
- Padres e hijos (1995-2009)
- Si nos dejan (1995-1996)
- Soledad (1995)
- Lucerito (1994) — Lucia Cárdenas
- Vida de mi vida (1994)
- Los pecados secretos (1991)
- Mientras llueve (1991)
- Calamar (1989)
- Los pecados de Inés de Hinojosa (1988)
- Te quiero Pecas (1988) — Conchita
- San Tropel (1987) — Altagracia Mejía
- La intrusa (1986)
- El lío (1984)
- Los ejecutivos (1983)
- Al final del arco iris (1980)
- Soledad (1980)
- Lejos del nido (1978)
- Cachaco, palomo y gato (1978) — Meida
- Manuelita Sáenz (1978)
- Las señoritas Gutiérrez (1977)
- Detrás del muro (1975-1977)
- La muerte escucha (1968)
- Un ángel de la calle (1966)

### Teatro
- Casos y cosas de casa
- Gran teatro del mundo
- Corín Tellado
- Jueves de comedia
- Teatro Popular Caracol
- Teatro Universal
- Teatro Coltevisión
- Dialogando
- Revivamos nuestra historia
- Cuentos y leyendas